# Cantó de La Tèsta de Buc
El cantó de La Tèsta de Buc és un cantó francès del departament de la Gironda, situat al districte d'Arcaishon. Té 3 municipis i el cap és La Tèsta de Buc.

## Municipis
- Gujan e Mestràs
- Lo Teish
- La Tèsta de Buc

## Història
| Data d'elecció                           | Identitat           | Partit        | Qualitat |
| ---------------------------------------- | ------------------- | ------------- | -------- |
| 1945-1951                                | Charles Martin      |               |          |
| 1951-1964                                | Jean-Louis Bezian   |               |          |
| 1964-1976                                | Aristide Ichard     |               |          |
| 1976-1982                                | Michel Bezian       | Divers droite |          |
| 1982-1988                                | Jean-Louis Fouilhac | UDF - CDS     |          |
| 1988-2008                                | René Serrano        | PS            |          |
| 2008-                                    | Jacques Chauvet     | Divers droite |          |
| les dades anteriors no són pas conegudes |                     |               |          |
|                                          |                     |               |          |

## Demografia
| 1962   | 1968   | 1975   | 1982   | 1990   | 1999   | 2006   |
| ------ | ------ | ------ | ------ | ------ | ------ | ------ |
| 18.437 | 23.431 | 25.620 | 29.584 | 10.442 | 11.858 | 15.291 |